# Danny Ocean (cantante)
Danny Ocean, pseudonimo di Daniel Alejandro Morales Reyes (Caracas, 5 maggio 1992), è un cantante e produttore discografico venezuelano.

## Carriera
Ha iniziato a suonare professionalmente intorno all'anno 2009 quando ha creato il suo canale su YouTube. È meglio conosciuto per la sua canzone Me Rehúso, pubblicata a settembre 2016, e rilanciata nel 2017 in diversi paesi dell'America Latina, Europa e Stati Uniti, con una versione inglese di essa, chiamata Baby I Won't.

## Discografia

### Singoli
- 2016 – Me Rehúso / Baby I Won't
- 2017 – Dembow
- 2017 – Vuelve
- 2018 – "Epa Wei"
- 2019 – Swing
- 2019 – Lookin' For (con Digital Farm Animals)
- 2019 – Dime tú (con Maye & Fernando Osorio)
- 2019 – Detente (con Mike Bahía)
- 2020 – que lo que
- 2020 – Dime Tù
- 2021 - Cuántas veces (con Justin Quiles)
- 2021 - Tu no me conoces (con TINI)
- 2022 - Fuera del mercado
- 2022 - Brisa (con Zion & Lennox)
- 2022 - Volare